# Point Rosee
Point Rosee (Fransk: Pointe Rosée) ligger på en halvø og er det sydøstligste sted på Newfoundland nær Grand Codroy Estuary i Canada. Her har et team af arkæologer under ledelse af Sarah Parcak fundet en formodet nordboboplads. Hvis bopladsen bliver bekræftet, vil det være den anden opdagede boplads i Nordamerika efter L'Anse aux Meadows.
Ved at analysere infrarøde satellitters billeder og højopløselige luftfotografier i 2015 har Parcak fundet et sted hvor mørkjordsfarvning og rektangulære mønstre indikerer rester af gamle bygninger. Magnetometer målinger ved stedet viser høje koncentrationer af jern. Under et to ugers udforskende udgravning i juni 2015 blev der fundet render med tørvevægge, en konstruktionsstil anvendt af vikinger - og tegn på jernsmeltning: En stenblok som har været anvendt til stenarne er revnet af varme og der er fundet askerester og myremalm.
Ifølge arkæologen Douglas Bolender, som specialiserer sig i vikingerne, har kun normannerne kunnet have smeltet jern i dette område.
Kulstof 14-datering indikerer at stedet dateres til mellem 800 og 1300 e.Kr..
Yderligere udgravning er planlagt i 2016 da arkæologer tror stedet har været en midlertidig jernbearbejdelsesplads, men det er muligt at det var en permanent nordbo boplads dog er Birgitta Wallace, som er ekspert i vikingebebyggelsen L'Anse aux Meadows, usikker på identifikationen som en nordbo boplads.
Stedet som kaldes Point Rosee af forskerne er en halvø over stranden ved Saint Lawrence-bugten, omkring 600 km syd for L'Anse aux Meadows. L'Anse aux Meadows er nær det nordligste punkt på Newfoundland og er den eneste nordbo boplads i Nordamerika som er opdaget indtil videre.
Parcaks forskning blev i forbindelse med en Nova-dokumentar kaldet Vikings Unearthed, som vil blive vist online og på tv-stationerne BBC og PBS - og som vil omhandle Point Rosee.